# Trzęsienie ziemi w Hondurasie (2009)
Trzęsienie ziemi w Hondurasie w 2009 roku – katastrofa, która miała miejsce 28 maja o 2:24 czasu miejscowego. Trzęsienie miało siłę 7,1 stopnia w skali Richtera, epicentrum położone było na Morzu Karaibskim, 64 km na północny wschód od wyspy Roatán i 130 km od miasta La Ceiba. Wystąpiło na głębokości około 10 km w strefie uskoku transformacyjnego w Rowie Kajmańskim. Rów ten stanowi tektoniczną granicę pomiędzy płytą północnoamerykańską, a płytą karaibską.
Wstrząsy, spowodowane siłą 30–sekundowego, morskiego trzęsienia, były odczuwalne w Gwatemali, Salwadorze, Belize, a nawet w Cancún w Meksyku, jak również na pewnych obszarach Nikaragui, Kostaryki, Panamy, Kolumbii, Kuby, Jamajki, Kajman.
Z obawy przed tsunami rozpoczęto obserwację wód wokół Hondurasu, Belize i Gwatemali. Pacific Tsunami Warning Center (Ośrodek ostrzegania przed tsunami na Pacyfiku) poinformował o możliwości wystąpienia lokalnych fal tsunami wzdłuż wybrzeża, alarm odwołano 90 minut po trzęsieniu ziemi.
Po wstrząsach o sile 7,1 ML nastąpiły kolejne trzęsienia – o sile 4,6 Mw (29 maja 2009 o 14:51:03 UTC) w północnym Hondurasie i 4,5 Mw (30 maja 2009 o 08:33:09 UTC).

## Skutki trzęsienia
W wyniku trzęsienia ziemi zginęło 7 osób, 40 zostało rannych, ponad 130 budynków w północnym Hondurasie zostało zniszczonych lub uszkodzonych. W departamencie Izabal w Gwatemali zniszczeniu uległo 35 budynków, 80 zostało uszkodzonych. W Belize trzęsienie zniszczyło co najmniej 5 budynków, uszkodzonych zostało 25.